# Hunga
Genre
Classification APG III (2009)
Hunga est un genre de plantes à fleurs de la famille des Chrysobalanaceae. Ce sont des arbres et des arbustes originaires de Papouasie-Nouvelle-Guinée et de Nouvelle-Calédonie. 

## Liste d'espèces
- Espèces de Nouvelle-Calédonie :
  - Hunga cordata
  - Hunga mackeeana
  - Hunga minutiflora
  - Hunga gerontogea
  - Hunga guillauminii 
  - Hunga lifouana
  - Hunga myrsinoides
  - Hunga rhamnoides
- Espèces de Nouvelle-Guinée
  - Hunga fusicarpa 
  - Hunga longifolia
  - Hunga novoguineensis
  - Hunga papuana[1].

Selon Catalogue of Life (16 juillet 2013) et World Checklist of Selected Plant Families (WCSP) (16 juillet 2013) :
- Hunga cordata Prance (1983)
- Hunga gerontogea (Schltr.) Prance (1979)
- Hunga guillauminii Prance (1983)
- Hunga lifouana (Däniker) Prance (1979)
- Hunga longifolia Prance (1979)
- Hunga mackeeana Prance (1979)
- Hunga minutiflora (Baker f.) Prance (1979)
- Hunga myrsinoides (Schltr.) Prance (1983)
- Hunga novoguineensis Prance (1979)
- Hunga papuana (Baker f.) Prance (1979)
- Hunga rhamnoides (Guillaumin) Prance (1979)

Selon NCBI (16 juillet 2013) :
- Hunga gerontogea

Selon Tropicos (16 juillet 2013) (Attention liste brute contenant possiblement des synonymes) :
- Hunga cordata Prance
- Hunga fusicarpa Kosterm.
- Hunga gerontogea (Schltr.) Prance
- Hunga guillauminii Prance
- Hunga lifouana (Däniker) Prance
- Hunga longifolia Prance
- Hunga mackeeana Prance
- Hunga minutiflora (Baker f.) Prance
- Hunga myrsinoides (Schltr.) Prance
- Hunga novoguineensis Prance
- Hunga papuana (Baker f.) Prance
- Hunga rhamnoides (Guillaumin) Prance